# Fortunato Frezza

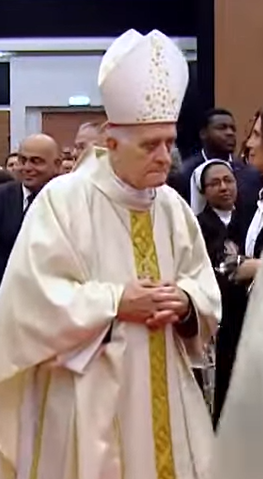
Kardinal Frezza (März 2024)

Kardinalswappen von Fortunato Frezza

Fortunato Kardinal Frezza (* 6. Februar 1942 in Rom) ist ein italienischer römisch-katholischer Geistlicher und Bibelwissenschaftler.

## Leben
Fortunato Frezza besuchte das Knabenseminar in Bagnoregio und studierte anschließend am Priesterseminar von Viterbo. 1966 empfing er das Sakrament der Priesterweihe für das Bistum Bagnoregio. 1967 erwarb er an der Päpstlichen Universität Gregoriana das Lizenziat in Theologie. Von 1971 bis 1984 war er Pfarrer in Spicciano bei Fivizzano. Während dieser Zeit studierte er am Päpstlichen Bibelinstitut und wurde 1977 mit einer philologischen Dissertation über das Buch Micha promoviert.
Fortunato Frezza lehrte als Dozent für Bibelwissenschaften an verschiedenen wissenschaftlichen Einrichtungen und Instituten in Albano, Civita Castellana und Viterbo sowie im internationalen theologischen Studium der Josephiner vom hl. Leonardo Murialdo in Viterbo und bei den Salesianern im Heiligen Land.
1983 wurde er zum Mitarbeiter im Generalsekretariat der Bischofssynode berufen, deren Untersekretär er von 1997 bis 2014 war. 1999 verlieh ihm Papst Johannes Paul II. den Ehrentitel Päpstlicher Ehrenprälat.
In den 1990er Jahren war er kirchlicher Assistent der vatikanischen Ärzte und Apotheker. Außerdem war er geistlicher Assistent mehrerer Nonnenklöster und Seelsorger des Fußballclubs AS Rom.
Papst Franziskus ernannte ihn im September 2013 zum Kanoniker am Petersdom, die Amtseinführung fand am 29. September desselben Jahres statt. 2022 wurde er Kämmerer des Kapitels von St. Peter.
Fortunato Frezza ist Mitglied des Ritterordens vom Heiligen Grab zu Jerusalem und als Mitglied des Großmagisteriums seit 2015 der geistliche Zeremonienmeister des Päpstlichen Ordens. Am 12. Oktober 2022 wurde er von Kardinal–Großmeister Fernando Filoni zum Großkreuzritter ernannt.
Am 29. Mai 2022 gab Papst Franziskus bekannt, ihn am 27. August desselben Jahres zum Kardinal kreieren zu wollen. Wegen der Überschreitung der Altersgrenze von 80 Jahren ist er bei einem Konklave nicht wahlberechtigt. Am 7. Juni 2022 ernannte ihn der Papst im Vorfeld der Kardinalserhebung zum Titularerzbischof pro hac vice von Treba. Kurienkardinal Mauro Gambetti OFMConv spendete ihm am 23. Juli desselben Jahres die Bischofsweihe. Mitkonsekratoren waren Kurienerzbischof Edgar Peña Parra und der Bischof von Málaga, Jesús Esteban Catalá Ibáñez. Im Konsistorium vom 27. August 2022 nahm ihn Papst Franziskus als Kardinaldiakon mit der Titeldiakonie Santa Maria in Via Lata in das Kardinalskollegium auf, womit Frezza sein Titularbistum wieder abgab.  Die Besitzergreifung seiner Titeldiakonie fand am 8. Dezember 2022 statt.
Fortunato Frezza hat mehr als 120 Publikationen, vor allem zu biblischen Themen, veröffentlicht.

## Schriften
- Il libro di Michea, Pontificio Istituto Biblico Rom, 1985 (Dissertation)
- Pietro Crisci. Beato confessore compatrono di Foligno – Vita del Beato Pietro Cresci da Foligno, Diocesi di Foligno 2010, zusammen mit Nicolò Barnabò
- Liber Lelle. Memoriale. Istruzioni, Sismel – Edizioni del Galluzzo 2014 (Kindle); italienische Übersetzung des Liber Lelle von Angela von Foligno
- Passi di Misericordia, Cammino di Giubileo, Libreria Editrice Vaticana 2015, ISBN 978-88-209-9595-9
- La Sacra Bibbia. Testo latino a fronte, Libreria Editrice Vaticana 2015, ISBN 978-88-209-9454-9
- Nos Caminhos da Misericórdia - Itinerário Bíblico, Lucerna 2016, ISBN 978-989-8809-18-6
- La Bibbia del cinquantenario del Concilio Vaticano II., Città del Vaticano 2019, ISBN 978-88-97830-99-3